# Dos basuras
Dos basuras es una película de Argentina en blanco y negro dirigida por Kurt Land según el guion de José María Fernández Unsain y Alfredo Ruanova según la obra teatral Pesadilla, de José María Fernández Unsain que se estrenó el 2 de mayo de 1958 y que tuvo como protagonistas a Amelia Bence, Luis Prendes, Noemí Laserre y Luis Tasca.

## Sinopsis
Una prostituta y un cloaquista intentan rehacer sus vidas pero la exesposa de éste complica la relación.

## Reparto
- Amelia Bence …María
- Luis Prendes …Juan
- Noemí Laserre
- Luis Tasca
- Gloria Ferrandiz
- Ricardo Lavié …Ex cliente de María
- Jacques Arndt
- Félix Rivero
- Rafael Chumbita
- Carlos Spadavecchia
- Miguel Ángel Olmos
- Isidro Fernán Valdez
- Félix Camino
- Vicente Buono
- Beatriz Blassi
- Salvador Arcovichi
- Julio Sapia
- Josesito Ferradans
- Pedro Desio
- Marcelo Jaime
- Hermanas Galderisi
- Gina Cherini
- María Rodrigo
- Diana Romani
- Miguel Beltrán
- Alfredo Velázquez

## Comentarios
Clarín dijo del filme:

”Diálogo indigesto y un relato de escasos valores…Pudo no ser ridícula la historia de la trotacalles a la que un humilde trabajador lleva a su pieza y termina proponiéndole matrimonio. Hay un romanticismo tanguero y decadente en eso, pero como idea hubiera servido si el libro y la realización se ajustaran a sencillos principios de relato cinematográfico.”